# Hit Radio N1
Hit Radio N1 (kurz: N1) ist ein privater Hörfunksender aus Nürnberg. Er ist auf DAB+ Kanal 10C und der Frequenz UKW 92,9 MHz zu empfangen.

## Geschichte
Hit Radio N1 bewarb sich erfolgreich um eine der fünf am 25. Juli 1986 ausgeschriebenen terrestrischen Frequenzen. Er setzte sich damit gegen insgesamt 36 Bewerber durch, musste sich die Splitfrequenz jedoch mit christlichen Spartenanbietern teilen. Am 3. Dezember 1986 konnte Radio N1 im Kabel auf Sendung gehen und als eines von vier Programmen auf seiner terrestrischen Frequenz.
Das Aushängeschild des Senders war bis Juli 2024 die Morningshow Flo Kerschner Show (2012 bis Februar 2013 Flo und Lola Show, Oktober 2007 bis Ende 2011 Knallwach, bis 2007 Powermorgen) mit Programmchef Florian Kerschner, Steffi Scheermann und Dippi. Seit dem 6. Dezember 2021 war die Flo Kerschner Show auch bei Radio Galaxy zu hören. Im Juli 2024 verließen die Moderatorin Steffi Scheermann und Moderator und Funkhaus-Programmchef Florian Kerschner die Sendergruppe Funkhaus Nürnberg.

## Programm
Der Sender spielt aktuelle Hits für 20- bis 40-jährige Radiohörer („Mainstream CHR“) und bietet auf diese Zielgruppe zugeschnittene Begleitangebote, wie Service und Höreraktionen. 

## Eigentümer
Der Sender gehört heute der Radio 5 Programm- und Werbegesellschaft mbH (60 % – über diese entfallen 15 % auf den Unternehmer Hermann Mayer) und der Radio 1 Anbietergesellschaft mbH (40 %).
Der Radiosender ist an der Funkhaus Nürnberg Studiobetriebs-GmbH beteiligt, die Radio N1 1995 gemeinsam mit den drei Sendern Charivari 98,6, Gong 97,1 und Radio F gegründet hat. Als fünftes Hörfunkprogramm kam 1999 Pirate Radio (bis 2019 Pirate Gong) hinzu. Die Redaktions- und Produktionsräume werden zur wirtschaftlicheren Effizienz hier gemeinsam genutzt.

## Sonstiges
- Im November 2008 sorgte der damalige N1-Moderator Markus Heffner für Schlagzeilen, da er aus Liebeskummer längere Zeit in der Morningshow Knallwach ununterbrochen den Song Das Beste der Gruppe Silbermond gespielt hat. Dieser Vorfall war im Dezember 2008 Gegenstand der Comedy-Rateshow Genial daneben – Die Comedy Arena auf Sat.1.
- Bereits einige Jahre früher gab es im N1-Powermorgen einen heftigen Streit zwischen den damaligen Moderatoren Gerald Kappler, Stefan Meixner und Jessica Witte-Winter, der so weit eskalierte, dass der Frontman Stefan Meixner während der Show das Studio verließ. Die Zuhörer bekamen aufgrund der chaotischen Entwicklung alles live mit.
- Ehemalige Mitarbeiter sind Lola (Flo und Lola Show), Mischa Frinke, Marie Gomez sowie Patrick „Pät“ Lengenfelder (Morningshow Knallwach). Marie Gomez wechselte zu Radio Energy Stuttgart, ist nach einem Kurzaufenthalt in Berlin wieder in Nürnberg, beim Konkurrenten Energy Nürnberg,[8] Mischa Frinke hat das Funkhaus verlassen (Stand: März 2014) und Patrick Lengenfelder ist nach München gegangen.[9] Der ehemalige N1-Programmchef und Moderator Marco König wechselte Anfang 2012 als Programmdirektor zu Radio Ton nach Heilbronn. Moderatorin Anna Noé hat N1 ebenfalls verlassen. An ihre Stelle rückte Lisa Mai.
- N1 teilt sich als Hauptanbieter die Splitfrequenz mit freikirchlichen Spartenanbietern, die ihr Programm unter eigener Lizenz gestalten. Sonntags sendet ab 9:00 Uhr Radio Meilensteine, ab 10:00 Uhr Radio AREF und von 12:00 Uhr bis 13:00 Uhr Pray 92,9. Sonntags, montags und dienstags von 21:00 bis 23:00 Uhr übernimmt Camillo 92,9. Seit 2015 überträgt der Livestream von N1 nicht mehr die Sendungen der Spartenanbieter.
- Seit dem 1. November 2012 ist das Programm im Großraum Nürnberg auch über Digitalradio DAB+ empfangbar.